# كلير ويندسور
كلير ويندسور (بالإنجليزية: Claire Windsor)‏ هي ممثلة أمريكية، ولدت في 14 أبريل 1892 في كوكر سيتي في الولايات المتحدة، وتوفيت في 24 أكتوبر 1972 في هوليوود في الولايات المتحدة بسبب نوبة قلبية.

## وصلات خارجية
- كلير ويندسور على موقع IMDb (الإنجليزية)
- كلير ويندسور على موقع أول موفي (الإنجليزية)
- كلير ويندسور على موقع قاعدة بيانات برودواي على الإنترنت (الإنجليزية)
- كلير ويندسور على موقع قاعدة بيانات الأفلام السويدية (السويدية)
- كلير ويندسور على موقع قاعدة بيانات الفيلم (الإنجليزية)